# 라레이나
라레이나(스페인어: La Reina)는 칠레 산티아고 수도주 산티아고 현의 코무나이다.